# Zbynek Cerven
Zbynek Cerven (* 2. Februar 1963 in Ostrava) ist ein in Deutschland tätiger Fernsehregisseur tschechischer Herkunft.

## Leben und Wirken
Cerven wurde im  tschechoslowakischen Ostrava geboren. Als Kind träumte er davon, später Regisseur zu werden.
Das Studium der Kunstgeschichte an der Freien Universität Berlin beendete er nicht, nachdem er als Student durch einen Aushilfsjob bei einem Berliner Fernsehsender die Einstiegsmöglichkeit in seinen Traumberuf erkannte. Er begann als Set-Praktikant und arbeitete dann in den späten 1990er Jahren als Regieassistent für Carlo Rola, Gloria Behrens und Hans Schönherr.
1999 führte er bei In aller Freundschaft – Jeder ist sich selbst der Nächste erstmals selbst Regie. Zwischen 2000 und 2010 drehte er rund 40 Folgen der Reihe SOKO 5113, seit 2002 rund 50 Folgen der Reihe Küstenwache, 2004/2005 drei Episoden von Mein Chef und ich und 2013 die ersten vier Episoden von Kripo Holstein – Mord und Meer.